# Ian Nelson
Ian Paul Nelson (n. 5 de septiembre de 1982) es un actor estadounidense, conocido por su papel de Dylan en Bratz: La Película.

## Filmografía

### Películas
| Año  | Título                                  | Papel         | Notas            |
| ---- | --------------------------------------- | ------------- | ---------------- |
| 2002 | Home of the Brave                       | Randy         | Papel principal  |
| 2006 | Los chicos de Scottsbor                 | Lester Carter | Papel principal  |
| 2007 | Bratz: La Película                      | Dylan         | Papel principal  |
| 2008 | Dakota Skye                             | Jonah Moreno  | Papel secundario |
| 2008 | Keith                                   | Brian         | Papel principal  |
| 2008 | True Confessions of a Hollywood Starlet | Eli Walsh     | Papel principal  |
| 2010 | Night and Day                           | Eric Graham   | Papel principal  |
| 2012 | K-11                                    | Rookie Harris | Papel secundario |
| 2013 | All I Want for Christmas                | Ian           | Papel secundario |
| 2014 | Barefoot                                | Jerry Wheeler | Papel secundario |

### Cortometrajes
| Año  | Título                 | Papel                              | Notas           |
| ---- | ---------------------- | ---------------------------------- | --------------- |
| 2001 | The Ketchup Conspiracy | Street Passerby #3/Rollerblade Kid | Papel principal |
| 2003 | Natural Selection      | Angelo                             | Papel principal |

### Series
| Año  | Título              | Papel         | Notas           |
| ---- | ------------------- | ------------- | --------------- |
| 2004 | Caso abierto        | Gary Cardiff  | 1 episodio      |
| 2004 | Siete en el paraíso | Monty         | 2 episodios     |
| 2007 | What Goes On        | Brady Carter  | Papel principal |
| 2008 | Entre fantasmas     | Bruce         | 1 episodio      |
| 2008 | Sin cita previa     | Kirk Jensen   | 1 episodio      |
| 2010 | Castle              | Troy Kenworth | 1 episodio      |
| 2012 | NCIS: Los Ángeles   | Patrick Quade | 1 episodio      |